# Entrenador del Año de la NFL
El Entrenador del Año de la NFL (NFL Coach of the Year) un premio anual entregado por varias organizaciones deportivas y de noticias al entrenador en jefe de la NFL que haya hecho el trabajo más sobresaliente con el talento que tuviera a su disposición. Actualmente, el premio más reconocido es el que otorga Associated Press (AP).
AP no es la única entidad que entrega el premio. The Sporting News ha entregado también el Premio al Entrenador del Año desde 1947 y en 1949 le entregó el premio a un entrenador no afiliado a la NFL, a Paul Brown de los Cleveland Browns de la desaparecida AAFC. En varios años (1954, 1957-1960, 1962), TSN no dio ningún premio; los premios otorgados en los años 60s solo fueron a entrenadores de la NFL, y desde la fusión AFL-NFL en 1970, fue nombrado como el "Entrenador del Año de la NFL." Otros premios con este último nombre han sido entregados por Pro Football Weekly, Pro Football Writers of America y el Maxwell Football Club.
El premio Entrenador del Año de UPI fue entregado por primera vez en 1955. De 1960 a 1969, antes de la fusión AFL-NFL, también fue entregado un premio al entrenador más sobresaliente de la AFL. Cuando las dos ligas se fusionaron en 1970, premios por separado se entregaron a los mejores entrenadores de las dos conferencias, la AFC y la NFC. UPI descontinuó los premios después de 1996.

## Ganadores

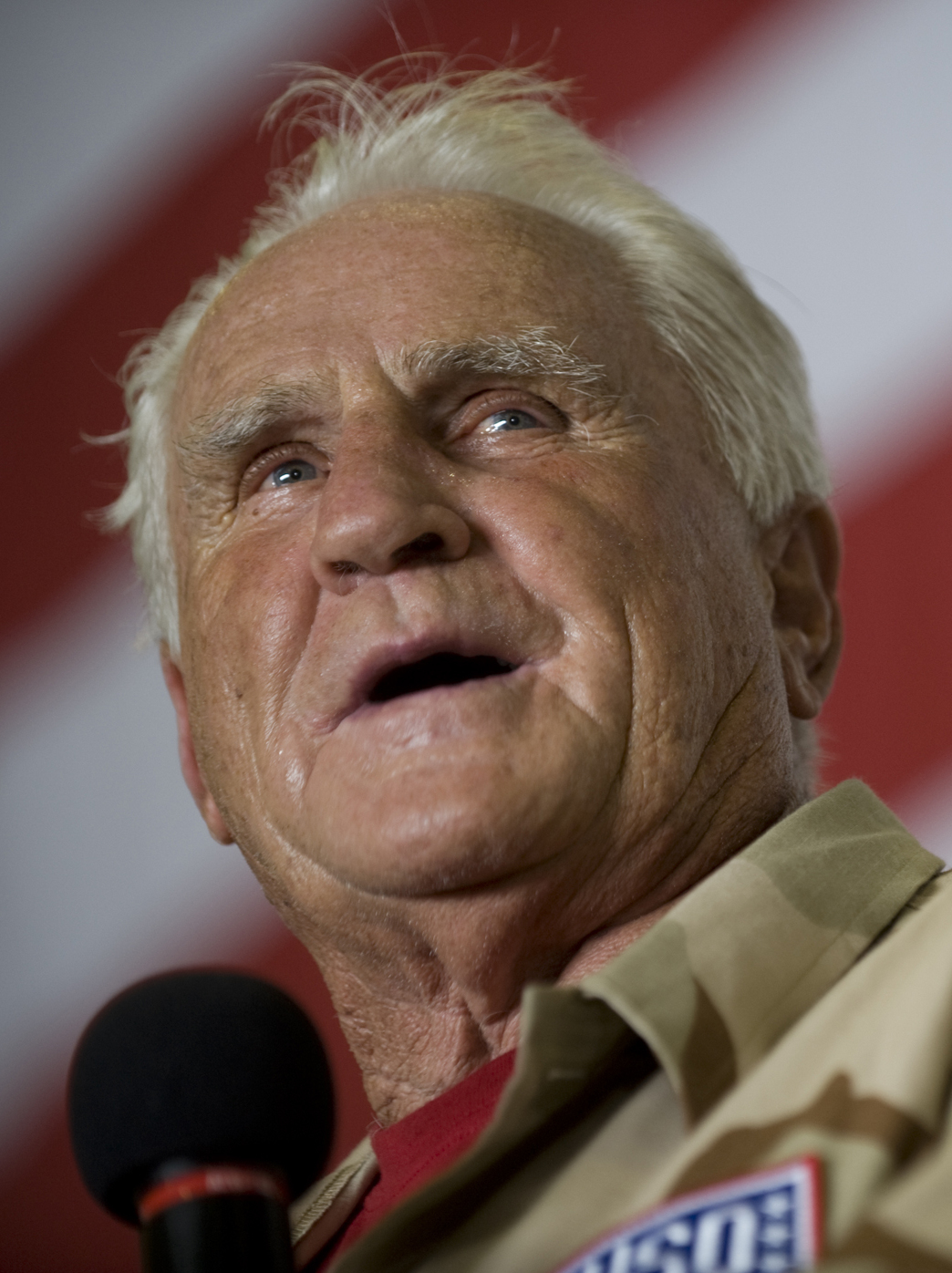
Don Shula ganó el premio en cuatro ocasiones

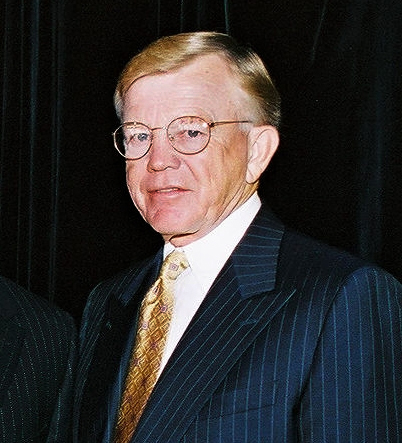
Joe Gibbs ganó el premio en dos ocasiones.

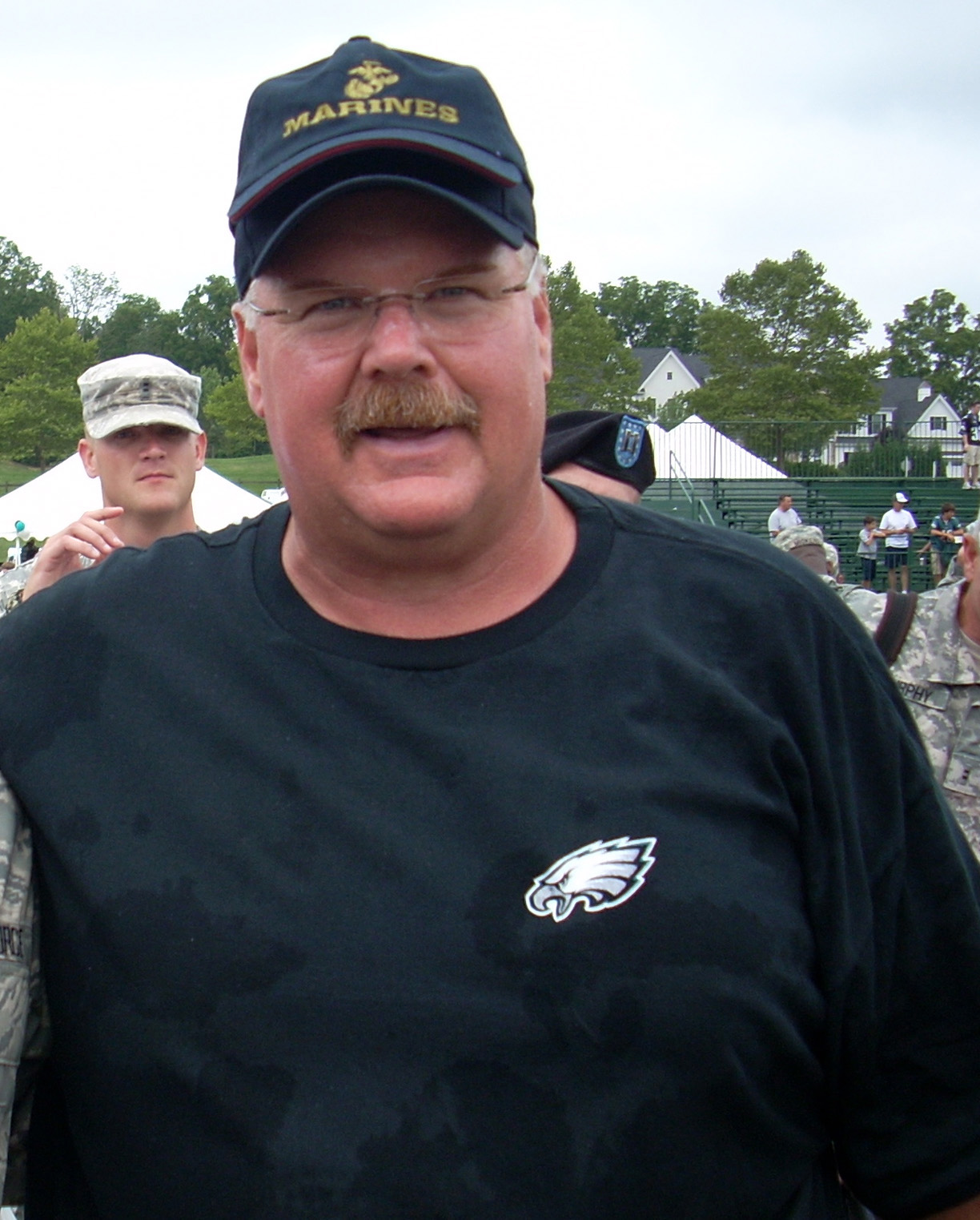
Andy Reid ganó el premio en 2002.

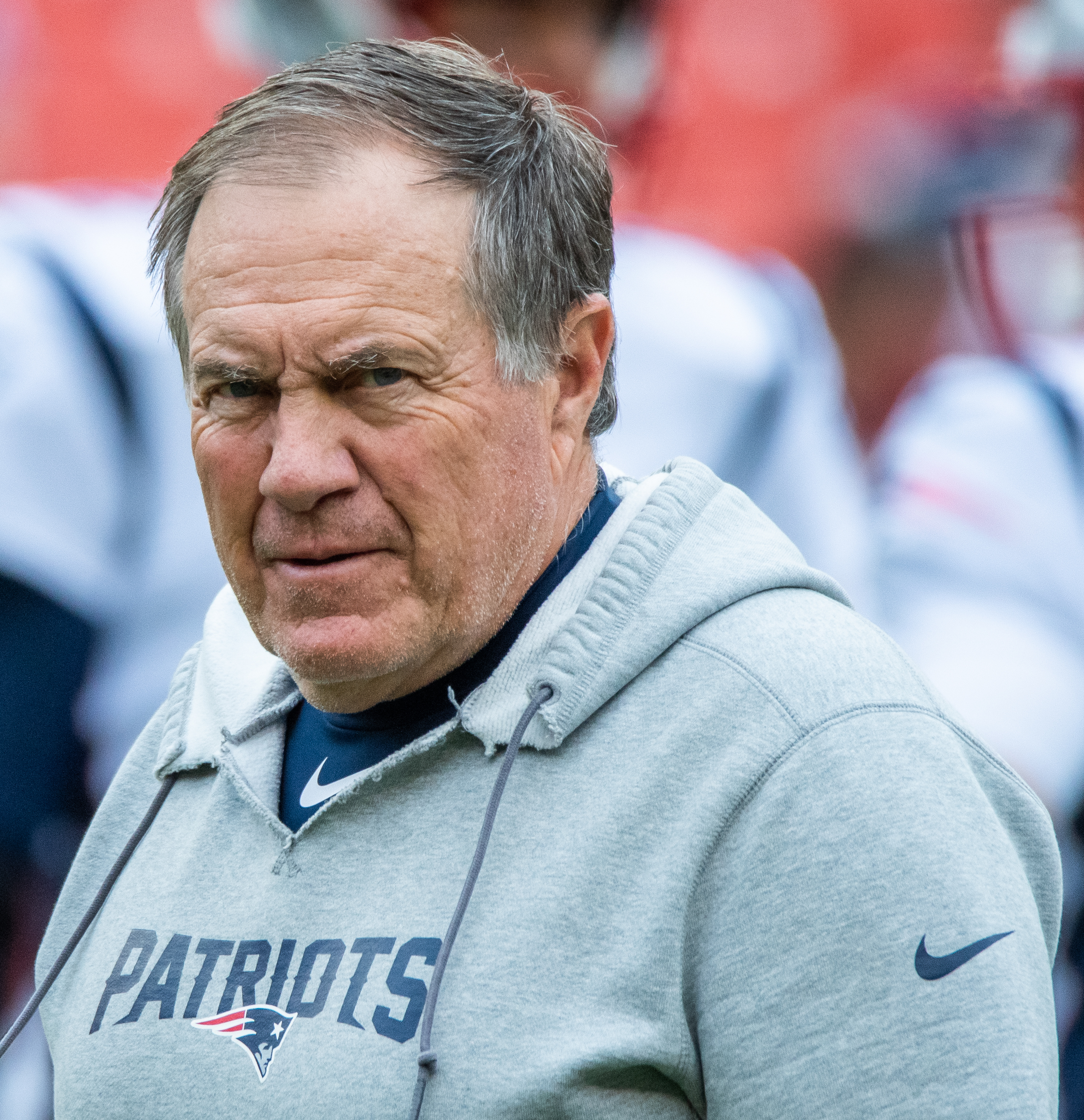
Bill Belichick ha ganado el premio en tres ocasiones.

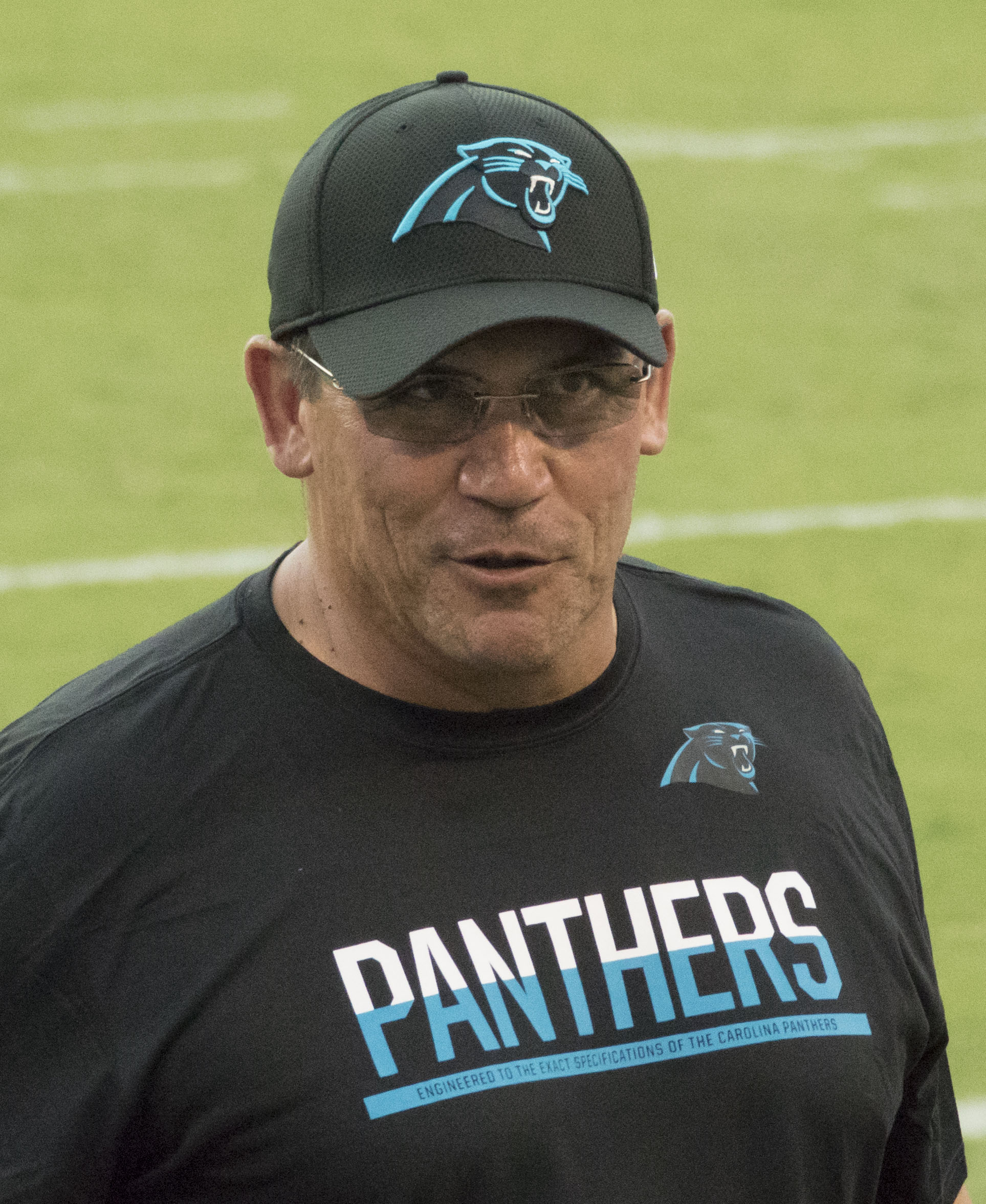
Ron Rivera ha ganado el premio en dos ocasiones.

|             | Entrenador jefe en activo en la NFL                                             |
|             | Elegido en el Salón de la Fama del Fútbol Americano Profesional                 |
| Jugador (#) | Indica la cantidad de veces que el entrenador ha sido galardonado con el premio |

| Temporada | Entrenador           | Nacionalidad   | Equipo               | Récord | Ref.  |
| --------- | -------------------- | -------------- | -------------------- | ------ | ----- |
| 1957      | George Wilson        | Estados Unidos | Detroit Lions        | 8–4    |       |
| 1958      | Weeb Ewbank          | Estados Unidos | Baltimore Colts      | 9–3    |       |
| 1959      | Vince Lombardi       | Estados Unidos | Green Bay Packers    | 7–5    |       |
| 1960      | Buck Shaw            | Estados Unidos | Philadelphia Eagles  | 10–2   |       |
| 1961      | Allie Sherman        | Estados Unidos | New York Giants      | 10–3–1 |       |
| 1962      | Allie Sherman (2)    | Estados Unidos | New York Giants      | 12–2   |       |
| 1963      | George Halas         | Estados Unidos | Chicago Bears        | 11–1–2 |       |
| 1964      | Don Shula            | Estados Unidos | Baltimore Colts      | 12–2   |       |
| 1965      | George Halas (2)     | Estados Unidos | Chicago Bears        | 9–5    |       |
| 1966      | Tom Landry           | Estados Unidos | Dallas Cowboys       | 10–3–1 |       |
| 1967      | George Allen         | Estados Unidos | Los Angeles Rams     | 11-1-2 |       |
| 1967      | Don Shula (2)        | Estados Unidos | Baltimore Colts      | 11-1-2 |       |
| 1968      | Don Shula (3)        | Estados Unidos | Baltimore Colts      | 13-1   |       |
| 1969      | Bud Grant            | Estados Unidos | Minnesota Vikings    | 12-2   |       |
| 1970      | Paul Brown           | Estados Unidos | Cincinnati Bengals   | 8-6    |       |
| 1971      | George Allen (2)     | Estados Unidos | Washington Redskins  | 9-4-1  |       |
| 1972      | Don Shula (4)        | Estados Unidos | Miami Dolphins       | 14-0   |       |
| 1973      | Chuck Knox           | Estados Unidos | Los Angeles Rams     | 12-2   |       |
| 1974      | Don Coryell          | Estados Unidos | St. Louis Cardinals  | 10–4   |       |
| 1975      | Ted Marchibroda      | Estados Unidos | Baltimore Colts      | 10–4   |       |
| 1976      | Forrest Gregg        | Estados Unidos | Cleveland Browns     | 9–5    |       |
| 1977      | Red Miller           | Estados Unidos | Denver Broncos       | 12–2   |       |
| 1978      | Jack Patera          | Estados Unidos | Seattle Seahawks     | 9–7    |       |
| 1979      | Jack Pardee          | Estados Unidos | Washington Redskins  | 10–6   |       |
| 1980      | Chuck Knox (2)       | Estados Unidos | Buffalo Bills        | 11–5   |       |
| 1981      | Bill Walsh           | Estados Unidos | San Francisco 49ers  | 13–3   |       |
| 1982      | Joe Gibbs            | Estados Unidos | Washington Redskins  | 8-1    |       |
| 1983      | Joe Gibbs (2)        | Estados Unidos | Washington Redskins  | 14-2   |       |
| 1984      | Chuck Knox (3)       | Estados Unidos | Seattle Seahawks     | 12–4   |       |
| 1985      | Mike Ditka           | Estados Unidos | Chicago Bears        | 15-1   |       |
| 1986      | Bill Parcells        | Estados Unidos | New York Giants      | 14-2   |       |
| 1987      | Jim E. Mora          | Estados Unidos | New Orleans Saints   | 12-3   |       |
| 1988      | Mike Ditka (2)       | Estados Unidos | Chicago Bears        | 12-4   |       |
| 1989      | Lindy Infante        | Estados Unidos | Green Bay Packers    | 10-6   |       |
| 1990      | Jimmy Johnson        | Estados Unidos | Dallas Cowboys       | 7-9    |       |
| 1991      | Wayne Fontes         | Estados Unidos | Detroit Lions        | 12–4   |       |
| 1992      | Bill Cowher          | Estados Unidos | Pittsburgh Steelers  | 11-5   |       |
| 1993      | Dan Reeves           | Estados Unidos | New York Giants      | 11–5   |       |
| 1994      | Bill Parcells (2)    | Estados Unidos | New England Patriots | 10–6   |       |
| 1995      | Ray Rhodes           | Estados Unidos | Philadelphia Eagles  | 10–6   |       |
| 1996      | Dom Capers           | Estados Unidos | Carolina Panthers    | 12–4   |       |
| 1997      | Jim Fassel           | Estados Unidos | New York Giants      | 10–5–1 |       |
| 1998      | Dan Reeves (2)       | Estados Unidos | Atlanta Falcons      | 14–2   |       |
| 1999      | Dick Vermeil         | Estados Unidos | St. Louis Rams       | 13–3   |       |
| 2000      | Jim Haslett          | Estados Unidos | New Orleans Saints   | 10–6   |       |
| 2001      | Dick Jauron          | Estados Unidos | Chicago Bears        | 13–3   |       |
| 2002      | Andy Reid            | Estados Unidos | Philadelphia Eagles  | 12–4   |       |
| 2003      | Bill Belichick       | Estados Unidos | New England Patriots | 14–2   |       |
| 2004      | Marty Schottenheimer | Estados Unidos | San Diego Chargers   | 12–4   |       |
| 2005      | Lovie Smith          | Estados Unidos | Chicago Bears        | 11–5   |       |
| 2006      | Sean Payton          | Estados Unidos | New Orleans Saints   | 10-6   |       |
| 2007      | Bill Belichick (2)   | Estados Unidos | New England Patriots | 16-0   |       |
| 2008      | Mike Smith           | Estados Unidos | Atlanta Falcons      | 11–5   |       |
| 2009      | Marvin Lewis         | Estados Unidos | Cincinnati Bengals   | 10–6   |       |
| 2010      | Bill Belichick (3)   | Estados Unidos | New England Patriots | 14–2   |       |
| 2011      | Jim Harbaugh         | Estados Unidos | San Francisco 49ers  | 13–3   |       |
| 2012      | Bruce Arians         | Estados Unidos | Indianapolis Colts   | 11–5   |       |
| 2013      | Ron Rivera           | Estados Unidos | Carolina Panthers    | 12–4   |       |
| 2014      | Bruce Arians (2)     | Estados Unidos | Arizona Cardinals    | 11–5   |       |
| 2015      | Ron Rivera (2)       | Estados Unidos | Carolina Panthers    | 15-1   |       |
| 2016      | Jason Garrett        | Estados Unidos | Dallas Cowboys       | 13-3   | [ 1 ] |
| 2017      | Sean McVay           | Estados Unidos | Los Angeles Rams     | 11-5   |       |
| 2018      | Matt Nagy            | Estados Unidos | Chicago Bears        | 12-4   |       |
| 2019      | John Harbaugh        | Estados Unidos | Baltimore Ravens     | 14-2   |       |
| 2020      | Kevin Stefanski      | Estados Unidos | Cleveland Browns     | 11-5   |       |
| 2021      | Mike Vrabel          | Estados Unidos | Tennessee Titans     | 12-5   |       |
| 2022      | Brian Daboll         | Estados Unidos | New York Giants      | 9-7-1  |       |

## Más galardones
| N.º | Entrenador     |
| --- | -------------- |
| 4   | Don Shula      |
| 3   | Chuck Knox     |
| 3   | Bill Belichick |
| 2   | Allie Sherman  |
| 2   | George Allen   |
| 2   | Joe Gibbs      |
| 2   | Mike Ditka     |
| 2   | Bill Parcells  |
| 2   | Dan Reeves     |
| 2   | Bruce Arians   |
| 2   | Ron Rivera     |